# Alpha Mensae
Désignations
Alpha Mensae (α Men / α Mensae) est l'étoile la plus brillante de la constellation de la Table.
Alpha Mensae est une naine jaune de type spectral G7V et de magnitude apparente 5,07. Elle est située à ∼ 33,3 a.l. (∼ 10,2 pc) de la Terre.
L'étoile possède un compagnon découvert en 2002. Il s'agit d'une naine rouge de type spectral M3,5 à M6,5 distante de trois secondes d'arc. Sa masse serait de 14 % celle du Soleil seulement.